# Парашар, Рик
Ракеш "Рик" Парашар (англ. Rakesh "Rick" Parashar, 13 декабря 1963, Сиэтл — 14 августа 2014, Сиэтл) — американский музыкант, продюсер и звукоинженер. Основатель сиэтлской студии London Bridge Studio, которой владел вместе со своим братом Раджем с 1985 года. Помимо сочинения собственной музыки, Рик также работал со многими местными исполнителями, включая Alice In Chains, Pearl Jam, Брэнди Карлайл и My Goodness.
Парашар известен как один из самых успешных сиэтлских продюсеров, его послужной список включает мультиплатиновые релизы таких групп, как Temple of the Dog, Alice in Chains, Pearl Jam, Blind Melon и Dinosaur Jr..
Тем не менее, Парашар был известен и за пределами своего родного города. Так, в 2001 году Рик спродюсировал альбом Away from the Sun группы 3 Doors Down, который был продан в количестве 4.000.000 экземпляров только в США. Помимо этого Парашар поработал над пластинкой Silver Side Up группы Nickelback, которая была номинирована на «Грэмми» и чей тираж составил более 6.000.000 экземпляров. В числе проектов Рика также числятся мультиплатиновые альбомы включают платиновые альбомы певицы Мелиссы Этеридж, а также коллективов Bon Jovi и Unwritten Law.
Помимо продюсирования и инжиниринга, Парашар также играл на фортепиано, родес-пиано, органе и ударных, в частности на треках группы Pearl Jam «Black» и «Jeremy», а также группы Temple of the Dog —  «Call Me A Dog», «All Night Thing» и «Times of Trouble».
15 августа 2014 года было объявлено, что Парашар умер в своем сиэтлском доме от естественных причин.

## Список альбомов спродюсированных Парашаром
- Forced Entry — Uncertain Future (1989)
- Temple of the Dog — Temple of the Dog (1991)
- Pearl Jam — Ten (1991)[4]
- Alice in Chains — Sap (1992)
- Blind Melon — Blind Melon (1992)[5]
- Pride & Glory — Pride & Glory (1994)
- Litfiba — Spirito (1994)[6]
- Litfiba — Lacio Drom (Buon Viaggio) (1995)[6]
- New World Spirits — Fortune Cookie (1996)
- Unwritten Law — Unwritten Law (1998)
- U.P.O. — No Pleasantries (2000)
- Nickelback — Silver Side Up (2001)[7]
- Stereomud — Perfect Self (2001)
- Anyone — Anyone (2001)[8]
- Epidemic — Epidemic (2002)
- 3 Doors Down — Away from the Sun (2002)[9]
- Default — The Fallout (2001)
- Longview — Mercury (2003)
- Outspoken — Bitter Shovel (2003)
- Melissa Etheridge — Lucky (2004)
- Alex Lloyd — Alex Lloyd (2005)[10]
- Bon Jovi — Have a Nice Day (2005)[11]
- Ugly — Ugly (2007)
- 10 Years — Division (2008)
- Juke Kartel — Nowhere Left to Hide (2009)
- My Goodness — Shiver + Shake (2014)